# Celine Dion (альбом)
Celine Dion — одиннадцатый студийный альбом канадской певицы Селин Дион и её второй англоязычный альбом. Он был выпущен компанией Sony Music 30 марта 1992 года и включает в себя песню «Beauty and the Beast», удостоенную премий «Грэмми» и «Оскар», а также такие хиты, как «If You Asked Me To» и «Love Can Move Mountains». Продюсерами альбома выступили Уолтер Афанасьефф, Рик Уэйк, Гай Рош и Умберто Гатика. Celine Dion достиг первой позиции в чарте Квебека. В Канаде альбом поднялся до третьей строки и получил бриллиантовый статус за отгрузку более миллиона экземпляров. На 35-й ежегодной церемонии вручения премии «Грэмми» Селин Дион была номинирована в категории «Лучшее женское вокальное поп-исполнение». Альбом был продан тиражом более пяти миллионов копий по всему миру. Для его продвижения летом 1992 года Дион гастролировала на разогреве у Майкла Болтона в его турне Time, Love and Tenderness Tour по Соединенным Штатам. С августа 1992 года по март 1993 года она гастролировала по Канаде со своим концертным туром Celine Dion in Concert.

## Предыстория и содержание
Настоящий международный прорыв в карьере Дион произошёл после выпуска «Beauty and the Beast», заглавной песни к анимационному фильму Walt Disney Pictures «Красавица и чудовище» (1991), записанной в дуэте с Пибо Брайсоном. Песня захватила музыкальный стиль, который Дион будет использовать в будущем: баллады с элементами классики и влиянием софт-рока с мягкими инструментами. Эта песня, получившая как признание критиков, так и коммерческий успех, стала её вторым хитом в десятке лучших США, а также получила множество наград. Благодаря успеху сингла, 18 декабря 1991 года Дион заключила контракт с Sony Music International на 5 альбомов и 10 миллионов долларов — крупнейшая на тот момент сумма для канадского артиста.
Для работы над своим вторым англоязычным альбомом Дион объединилась с новой командой авторов и продюсеров. Пять песен написала Дайан Уоррен, положив начало многолетнему сотрудничеству. «If You Asked Me To» первоначально была записана Патти Лабелль в 1989 году для её альбома Be Yourself, а также для саундтрека к фильму Лицензия на убийство. Песню «With This Tear» специально для Дион написал американский автор-исполнитель Принс. Основную часть материала спродюсировали Уолтер Афанасьефф, Рик Уэйк и Гай Рош.
К 1992 году выпуск её предыдущего англоязычного альбома Unison (1990) и Celine Dion, а также различные появления в медиа сделали Дион популярной в Северной Америке. Она достигла одной из своих главных целей: пробилась на англоязычный рынок и завоевала известность.
Европейская версия Celine Dion содержит бонус-трек «Where Does My Heart Beat Now». 7 сентября 1992 года в Австралии был издан вариант альбома с бонусным диском из четырёх песен, которые ранее были выпущены как синглы на Unison.
Композиция «Send Me a Lover» была записана во время сессий для Celine Dion, но не попала в итоговый треклист, однако была выпущена в 1994 году на благотворительном сборнике Kumbaya Album Nineteen Ninety Four, доходы от которого были направлены на борьбу со СПИДом.

## Реакция критики
| Оценки критиков               | Оценки критиков |
| Источник                      | Оценка          |
| ----------------------------- | --------------- |
| Allmusic                      | [ 3 ]           |
| Calgary Herald                | C+              |
| Chicago Tribune               | [ 5 ]           |
| Entertainment Weekly          | B−              |
| Orlando Sentinel              | [ 7 ]           |
| The Rolling Stone Album Guide | [ 8 ]           |
| Роберт Кристгау               | D+              |

Альбом получил разнообразные отзывы. Стивен Томас Эрлевайн из AllMusic написал, что «одноименное продолжение успешного американского дебюта Селин Дион ещё сильнее и изысканнее». Эрион Бергер из Entertainment Weekly заявил, что «если франкоканадская певица Селин Дион стремится к международному признанию как исполнительница приятных публике средненьких баллад, она на верном пути». Бергер также посчитал, что Дион не хватает эмоций: «Лучшая песня здесь лишь подчеркивает недостатки Дион. Она берёт все ноты в изящной и отчаянной песне Принса «With This Tear», но у нее явно больше голоса, чем сердца». Напротив, Ян ДеНок из Chicago Tribune выразил мнение, что альбом ещё лучше, чем её предыдущий англоязычный альбом Unison, «потому что молодая певица, которой всего 24 года, развила достаточно уверенности в своём втором языке, чтобы по-настоящему передать эмоциональные нюансы текстов, особенно в балладах, которые доминируют на этом альбоме». ДеНок заключил: «Дион явно присоединилась к Мэрайе Кэри и Уитни Хьюстон как один из главных голосов на поп-сцене». Пэрри Геттельман из Orlando Sentinel посчитал, что Дион «действительно преуспевает» в трех танцевальных треках «в духе Лизы Стэнсфилд»: «Love Can Move Mountains», «Did You Give Enough Love» и «Little Bit of Love». Музыкальный критик Роберт Кристгау назвал Celine Dion худшим альбомом года из тех, что он смог вспомнить.

## Коммерческий успех
Celine Dion был продан тиражом более пяти миллионов копий по всему миру. По данным Nielsen SoundScan, по состоянию на май 2016 года в США тираж альбома составил 2 400 000 экземпляров, а ещё 624 000 было продано в BMG Music Club<. SoundScan не учитывает альбомы, проданные через такие клубы, как BMG Music Service, которые были очень популярны в 1990-е годы. Альбом получил двукратный платиновый статус в США и достиг 34-го места в чарте Billboard 200. Celine Dion был ещё более успешен в Канаде, где он в течение шести недель возглавлял чарт Квебека, достиг третьего места в канадском чарте альбомов и получил бриллиантовый статус за тираж в миллион отгруженных копий.
В чартах других стран Celine Dion занял 15-е место в Австралии, 31-е место в Новой Зеландии, 59-е место в Японии и 70-е место в Великобритании. Он также получил платиновый сертификат в Австралии и золотой — в Великобритании и Японии. Дион получила свою первую премию World Music Award как самая продаваемая канадская певица года.
Наиболее успешным синглом с альбома стал «Beauty and the Beast», который достиг 9-й строчки в Billboard Hot 100 и получил золотой статус в США. Другими синглами, попавшими в топ-40 США, стали: «If You Asked Me To» (номер 4), «Nothing Broken But My Heart» (номер 29) и «Love Can Move Mountains» (номер 36).

## Признание
Селин Дион была номинирована на премию «Грэмми» в категории «Лучшее вокальное поп-исполнение, женское» и премию «Джуно» за «Альбом года». Она также получила «Джуно» как «Вокалистка года» и была номинирована в категории «Канадский артист года». Дион выиграла Международную премию Billboard за творческие достижения и была номинирована на премию Billboard Music Award как «Популярный Adult Contemporary артист». Она получила две премии «Феликс» в категориях «Артист года, добившийся наибольшего успеха на языке, отличном от французского», и «Артист года, добившийся наибольшего успеха за пределами Квебека». Дион выиграла премию World Music Award как «Самая продаваемая канадская артистка года» и Премию генерал-губернатора (Медаль признания за вклад в канадскую культуру).
Песня «Beauty and the Beast» получила премию «Грэмми» в номинации «Лучшее вокальное поп-исполнение дуэтом или группой» и премию «Грэмми» за «Лучшую песню, написанную для визуальных медиа», а также была номинирована на «Грэмми» за «Запись года» и «Песню года». «Beauty and the Beast» также получила премию «Оскар» за «Лучшую песню к фильму», премию «Золотой глобус» за «Лучшую песню», премию «Джуно» за «Сингл года», премию ASCAP в области кино и телевидения за «Самую исполняемую песню из кинофильма» и премию ASCAP в области поп-музыки за «Самую исполняемую песню».
«If You Asked Me To» выиграла премию ASCAP Pop в категории «Самая исполняемая песня» и была номинирована на премию «Джуно» как «Сингл года» и премию Billboard Music за «Лучший Adult Contemporary сингл года». «Nothing Broken But My Heart» получила премию ASCAP Pop за «Самую исполняемую песню». «Love Can Move Mountains» получила премию «Джуно» в категории «Танцевальная запись года» и была номинирована как «Сингл года». Исполнение «Love Can Move Mountains» на премии «Джуно» 1993 года было номинировано на премию «Джемини» за «Лучшее выступление в эстрадной программе или сериале».

## Список композиций
| №   | Название                                       | Автор(ы)                             | Продюсер(ы)       | Длительность |
| --- | ---------------------------------------------- | ------------------------------------ | ----------------- | ------------ |
| 1.  | «Introduction»                                 |                                      | Уолтер Афанасьефф | 1:14         |
| 2.  | «Love Can Move Mountains»                      | Дайан Уоррен                         | Рик Уэйк          | 4:53         |
| 3.  | «Show Some Emotion»                            | Эндрю Голд Грег Престопино Брок Уолш | Афанасьефф        | 4:29         |
| 4.  | «If You Asked Me To»                           | Уоррен                               | Гай Рош           | 3:55         |
| 5.  | «If You Could See Me Now»                      | Афанасьефф Джон Беттис               | Афанасьефф        | 5:07         |
| 6.  | «Halfway to Heaven»                            | Франн Голд Никки Холланд Хэл Дэвид   | Афанасьефф        | 5:05         |
| 7.  | «Did You Give Enough Love»                     | Сет Свирски Эрни Роман               | Уэйк              | 4:22         |
| 8.  | «If I Were You»                                | Шелли Пейкен Роман                   | Уэйк              | 5:07         |
| 9.  | «Beauty and the Beast» (дуэт с Пибо Брайсоном) | Алан Менкен Ховард Эшман             | Афанасьефф        | 4:04         |
| 10. | «I Love You, Goodbye»                          | Уоррен                               | Рош               | 3:34         |
| 11. | «Little Bit of Love»                           | Клод Годетт Энди Скотт               | Умберто Гатика    | 4:27         |
| 12. | «Water from the Moon»                          | Уоррен                               | Рош               | 4:40         |
| 13. | «With This Tear»                               | Принс                                | Афанасьефф        | 4:12         |
| 14. | «Nothing Broken But My Heart»                  | Уоррен                               | Афанасьефф        | 5:55         |

| №   | Название                       | Автор(ы)                        | Продюсер(ы)   | Длительность |
| --- | ------------------------------ | ------------------------------- | ------------- | ------------ |
| 15. | «Where Does My Heart Beat Now» | Роберт Уайт Джонсон Тейлор Родс | Кристофер Нил | 4:33         |

| №  | Название                       | Автор(ы)                   | Продюсер(ы) | Длительность |
| -- | ------------------------------ | -------------------------- | ----------- | ------------ |
| 1. | «Where Does My Heart Beat Now» | Джонсон Родс               | Нил         | 4:33         |
| 2. | «(If There Was) Any Other Way» | Пол Блисс                  | Нил         | 3:59         |
| 3. | «Unison»                       | Энди Голдмарк Брюс Робертс | Голдмарк    | 4:12         |
| 4. | «The Last to Know»             | Уолш Фил Голдстон          | Нил         | 4:34         |

## Чарты
| Чарт (1992—1998)                 | Позиция |
| -------------------------------- | ------- |
| Австралия (ARIA)                 | 15      |
| Великобритания (UK Albums Chart) | 70      |
| Канада (RPM Top Albums/CDs)      | 4       |
| Канада (The Record)              | 3       |
| Квебек (ADISQ)                   | 1       |
| Новая Зеландия (RMNZ)            | 31      |
| США (Billboard 200)              | 34      |
| Япония (Oricon)                  | 59      |

| Чарт (1992)                 | Позиция |
| --------------------------- | ------- |
| Канада (RPM Top Albums/CDs) | 16      |
| США (Billboard 200)         | 92      |

| Чарт (1993)                 | Позиция |
| --------------------------- | ------- |
| Канада (RPM Top Albums/CDs) | 97      |

## Сертификации
| Регион | Сертификация  | Продажи    |
| --- | ------------- | ---------- |
| Австралия (ARIA) | Платиновый    | 70 000     |
| Канада (Music Canada) | Бриллиантовый | 1 000 000^ |
| Япония (RIAJ) | Золотой       | 100 000^   |
| Великобритания (BPI) | Золотой       | 100 000^   |
| США (RIAA) | 2× Платиновый | 3 024 000  |
| Итого |               |            |
| Мир | —             | 5 000 000  |
| ^ Данные о тиражах приведены только на основе сертификации. · Данные о продажах + прослушиваниях приведены только на основе сертификации. |               |            |

## История релиза
| Регион         | Дата            | Лейбл    | Формат        | Каталог   | Издание                                  |
| -------------- | --------------- | -------- | ------------- | --------- | ---------------------------------------- |
| Канада         | 30 марта 1992   | Columbia | CD кассета    | 52473     | Стандартное с 14 треками                 |
| США            | 31 марта 1992   | Epic     | CD кассета    | 52473     | Стандартное с 14 треками                 |
| Япония         | 21 мая 1992     | SMEJ     | CD            | ESCA-5587 | Стандартное с 14 треками                 |
| Великобритания | 8 июня 1992     | Epic     | CD LP кассета | 471508    | Стандартное с 14 треками                 |
| Австралия      | 22 июня 1992    | Epic     | CD кассета    | 471508    | Стандартное с 14 треками                 |
| Австралия      | 7 сентября 1992 | Epic     | CD кассета    | 471508    | Содержит бонусный CD/кассету с 4 треками |
| Германия       | 3 декабря 1992  | Columbia | CD LP кассета |           |                                          |
| Великобритания | 4 января 1993   | Epic     | CD LP кассета | 4715089   | Содержит бонусный трек                   |